# Papierfresserchens MTM-Verlag
Papierfresserchens MTM-Verlag ist ein Kinder- und Jugendbuchverlag mit Sitz in Langenargen am Bodensee. Er wurde 2007 gegründet. 

## Geschichte
Papierfresserchens MTM-Verlag ist ein unabhängiger Buchverlag mit Sitz am Bodensee, der im März 2007 gegründet wurde. Neben zahlreichen Veröffentlichungen in den Bereichen Bilderbuch, Kinderbuch bis 11 Jahre, Jugendbuch ab 12 Jahre und Erwachsenenliteratur  hat der Verlag in den vergangenen Jahren verschiedene Projekte ins Leben gerufen, die der Förderung der Lesekompetenz dienen. So finden regelmäßig jedes Jahr Schreibwettbewerbe für Kinder und Jugendliche (bis einschließlich 15 Jahre) sowie Anthologieprojekte für erwachsene Autoren (ab 16 Jahre) statt.
Der Verlag wird von Martina und Thorsten Meier geführt. Als im Dezember 2004 das Kinder- und Jugendbuchportal www.papierfresserchen.de online gestellt wurde, war es zunächst als reines Rezensionsportal gedacht. 2007 wurde aus diesem Projekt der Papierfresserchens MTM-Verlag. Seit 2008 gibt es die ToMA-Edition für die Erwachsenenliteratur. Rund 500 Titel sind seither im Verlag erschienen.
Der Verlag wurde 2009 von der Deutschen Bank und der Initiative  „Deutschland – Land der Ideen“ für sein Engagement im Bereich Leseförderung und Förderung junger Autoren ausgezeichnet.
Der Verlag ist Mitglied im Börsenverein des Deutschen Buchhandels.

## Autoren
Insgesamt haben (unter Berücksichtigung der Schreibwettbewerbe und Anthologieprojekte) rund 1500 Autorinnen und Autoren vom Unternehmen ihre Publikationen herstellen lassen.